# Sigurd Rushfeldt
Sigurd Rushfeldt (Vadsø, 11 dicembre 1972) è un allenatore di calcio ed ex calciatore norvegese, di ruolo attaccante, vice commissario tecnico della nazionale norvegese.
Soprannominato Rush o Siggi, con 172 reti detiene il primato di marcature nell'Eliteserien. Partecipò al campionato del mondo 1994 negli Stati Uniti con la sua Nazionale.

## Biografia
È il cugino di Lars Bohinen.

## Caratteristiche tecniche
Rushfeldt era un centravanti fisicamente potente e forte nel gioco aereo.

## Carriera

### Giocatore

#### Club

##### Gli inizi
Rushfeldt cominciò la carriera con la maglia del Norild, per poi essere ingaggiato dal Tromsø. Qui poté esordire nell'Eliteserien in data 3 maggio 1992, quando sostituì Jerzy Kowalik nel pareggio per 1-1 contro il Rosenborg. Il 31 maggio arrivò la prima rete nella massima divisione norvegese, nel 2-2 casalingo contro lo Start. Totalizzò 16 presenze e 4 reti in campionato nella prima stagione professionistica. Il suo spazio crebbe nell'annata successiva, nel corso della quale realizzò anche la prima doppietta, nel successo per 4-0 sul Kongsvinger, in data 5 settembre 1993. Il 3 ottobre dello stesso anno segnò una tripletta, nel 4-1 inflitto allo HamKam. Nelle due stagioni seguenti, la sua media reti restò costante.
Passò poi con la formula del prestito trimestrale agli inglesi del Birmingham City, militanti nella First Division. Giocò 7 incontri di campionato in squadra, di cui 3 da titolare. Segnò l'unica rete nell'edizione stagionale della Football League Cup, nella sfida vinta ai tempi suppleme per 1-3 contro il Tranmere. Fece poi ritorno al Tromsø per il campionato 1996, in cui siglò 15 gol in 22 apparizioni. Nella stessa stagione, il club si aggiudicò la vittoria della Coppa di Norvegia (Rushfeldt segnò una rete nella finale).

##### Il passaggio al Rosenborg e in Spagna
Al termine della stessa stagione, Rushfeldt fu acquistato dal Rosenborg in cambio di 7.500.000 corone. Nelle aspettative del club, avrebbe dovuto sostituire Steffen Iversen. Debuttò con questa maglia il 4 marzo 1997, nella sfida contro la Juventus, valida per l'andata dei quarti di finale della Champions League 1996-1997: l'incontro si concluse con un pareggio per 1-1. La formazione norvegese fu eliminata dalla competizione nel doppio confronto. Per il primo incontro di campionato dovette attendere il 13 aprile 1997, quando fu schierato titolare nel pareggio per 1-1 contro il Brann. L'8 maggio segnò il primo gol, nel successo per 5-0 sul Sogndal. Nel match successivo contro il Lyn Oslo, datato 11 maggio, mise a referto una doppietta; contribuì così alla vittoria in trasferta della sua squadra per 0-5. Tra il 1º giugno e il 15 giugno 1996, realizzò due triplette in altrettanti incontri di campionato: la prima ai danni dello Strømsgodset (il Rosenborg vinse in trasferta per 1-5) e la seconda contro lo Skeid (con analogo risultato, stavolta casalingo). Iniziò così a segnare con regolarità, siglando un'altra tripletta in data 4 ottobre, ancora ai danni dello Strømsgodset: il Rosenborg vinse l'incontro per 6-1. Il Rosenborg vinse il titolo e Rushfeldt fu capocannoniere del campionato, con 25 gol.
Il campionato 1998 cominciò sulla falsariga del precedente. Alla prima giornata, datata 13 aprile 1998, siglò un gol in casa dello Strømsgodset, contribuendo al successo della sua squadra per 0-2. Il 16 maggio arrivò una quaterna ai danni del Moss, nella vittoria del Rosenborg per 6-0. Ne realizzò un'altra il 9 settembre, nel successo per 2-8 sul campo del Kongsvinger. Rushfeldt vinse per la seconda stagione consecutiva la classifica dei marcatori, stavolta con 27 reti, e fu nominato attaccante dell'anno; il Rosenborg vinse il titolo nazionale. Nel 1999, il centravanti fu artefice di un'altra stagione piuttosto prolifica, siglando 15 gol in altrettanti incontri di campionato.
Nel mese di luglio, si trasferì a titolo definitivo agli spagnoli del Racing Santander. Il trasferimento costò 30.000.000 di corone. Esordì nella Primera División in data 21 agosto, sostituendo Salva Ballesta nel successo per 1-2 sul Valencia, al Mestalla. Il 19 dicembre segnò la prima rete nella massima divisione spagnola, nella sconfitta per 2-1 sul campo del Numancia. In due stagioni, totalizzò 44 presenze in campionato, con 5 reti all'attivo. Terminato il campionato 2000-2001, tornò al Rosenborg con la formula del prestito. Il 4 agosto 2001 segnò una tripletta ai danni del Moss, in una partita che si concluse con un successo della sua squadra per 6-0. Giocò la parte finale della stagione in forza al club norvegese, contribuendo alla vittoria del titolo. Il Rosenborg avrebbe voluto tenere il calciatore a titolo definitivo, ma le richieste - giudicate troppo esose - del Racing Santander impedirono la trattativa.

##### Gli anni all'Austria Vienna
Rushfeldt fu allora ingaggiato dall'Austria Vienna. Debuttò nella Bundesliga il 17 novembre 2001, quando fu schierato titolare nel pareggio a reti inviolate contro l'Admira Wacker Mödling. Il 1º dicembre segnò le prime reti, con una doppietta che permise il successo della sua squadra per 2-1 sul Kärnten. Fu autore di una tripletta nella vittoria per 0-5 sull'Admira Wacker Mödling, datata 6 aprile 2002. Concluse la stagione con 11 reti in 15 incontri disputati. L'anno successivo fu meno soddisfacente dal punto di vista personale, poiché segnò 5 reti in 24 incontri, ma l'Austria Vienna realizzò il double, con il successo in campionato e nella coppa nazionale: nella finale del torneo, datata 1º giugno 2003, Rushfeldt siglò una doppietta nel 3-0 inflitto al Kärnten. Vinse poi la Supercoppa d'Austria 2003 e, nel campionato 2003-2004, Rushfeldt fu autore di 24 reti e fu nominato calciatore dell'anno della squadra. La formazione viennese vinse anche la Supercoppa d'Austria 2004, ai calci di rigore: Rushfeldt realizzò il suo, contribuendo così al successo sul Grazer. L'Austria Vienna si aggiudicò poi la Coppa d'Austria 2004-2005, nel derby in finale contro il Rapid Vienna. Il campionato 2005-2006 fu l'ultimo disputato in squadra, in cui Rushfeldt siglò 9 reti in 33 incontri; la squadra raggiunse un altro double.

##### Il ritorno al Tromsø
Rushfeldt tornò al Tromsø, una volta terminata l'esperienza con l'Austria Vienna. Dichiarò d'aver scelto con il cuore di tornare al Tromsø, poiché legato al nord della Norvegia. Tornò a calcare i campi dell'Eliteserien il 3 luglio 2006, sostituendo Roar Christensen e realizzando il gol del definitivo 1-1 in casa dello Start. Il centravanti formò un tandem d'attacco prima con Ole Martin Årst e successivamente con Morten Moldskred. Nel novembre 2007 fu nominato da un gruppo di giornali norvegesi nella squadra dell'anno del campionato. Rinnovò il suo contratto con il club prima dell'inizio del campionato 2009. Il 17 giugno 2010 prolungò ulteriormente il suo rapporto con il club, per un'altra stagione. Il 29 maggio 2011 segnò una tripletta ai danni del Brann, che lo portò a 168 reti nell'Eliteserien e che gli permise di superare Harald Martin Brattbakk nella graduatoria dei marcatori più prolifici della storia della massima divisione norvegese. La 168ª rete arrivò diciannove anni dopo la 1ª. Da quel momento fino alla fine della stagione, mise a referto altre 4 reti, che lo portarono quindi a 172 gol nell'Eliteserien, in 299 presenze. Si ritirò al termine del campionato 2011.
Il 2 giugno 2012 si disputò la sua partita di addio al calcio, in una sfida che fu ospitata dall'Alfheim Stadion e che vide contrapposte le glorie del Tromsø e quelle del Rosenborg. Tore Reginiussen, Roar Strand, Christer Basma, Ørjan e Runar Berg furono alcuni dei partecipanti all'incontro.

#### Nazionale
Rushfeldt conta 2 presenze con la Norvegia under 21. Debuttò il 24 agosto 1993, nella vittoria per 0-1 sulla Danimarca under 21. Il 5 giugno 1994 esordì con la maglia della Nazionale maggiore, in un'amichevole di preparazione al campionato del mondo 1994; Rushfeldt fu infatti convocato per la competizione e giocò da titolare nella sconfitta per 2-0 contro la Svezia. Nella competizione disputò un solo incontro, nella sconfitta per 1-0 contro l'Italia. La selezione scandinava fu eliminata alla fase a gironi del torneo. Segnò la prima rete il 14 maggio 2002, nella vittoria in amichevole contro il Giappone con il punteggio di 3-0. Il 18 febbraio 2004, in occasione della sfida amichevole contro l'Irlanda del Nord, collezionò la 25ª presenza in Nazionale, ricevendo così il Gullklokka. Giocò regolarmente per la Norvegia fino al 12 ottobre 2005, giorno del successo della sua squadra per 0-1 in casa della Bielorussia.
Per circa due anni non vestì più la maglia della formazione scandinava. Il 2 ottobre 2007, però, fu riconvocato da Åge Hareide per sostituire l'infortunato John Carew, in vista della partita contro la Bosnia ed Erzegovina prevista per il 17 ottobre successivo. Rushfeldt scese effettivamente in campo nel corso dell'incontro. Totalizzò 38 presenze e 7 reti per la Norvegia.

### Dopo il ritiro
Il 1º ottobre 2013, a seguito dell'esonero di Agnar Christensen, fu nominato nuovo assistente allenatore del Tromsø, al fianco del tecnico Steinar Nilsen. Il 21 agosto 2014 entrò nello staff tecnico di Per-Mathias Høgmo, commissario tecnico della Norvegia: Rushfeldt avrebbe avuto l'incarico di allenare gli attaccanti.

## Statistiche

### Presenze e reti nei club
| Stagione                | Club                    | Campionato              | Campionato | Campionato | Coppe nazionali | Coppe nazionali | Coppe nazionali | Coppe continentali | Coppe continentali | Coppe continentali | Supercoppe | Supercoppe | Supercoppe | Totale | Totale |
| Stagione                | Club                    | Comp                    | Pres       | Reti       | Comp            | Pres            | Reti            | Comp               | Pres               | Reti               | Comp       | Pres       | Reti       | Pres   | Reti   |
| ----------------------- | ----------------------- | ----------------------- | ---------- | ---------- | --------------- | --------------- | --------------- | ------------------ | ------------------ | ------------------ | ---------- | ---------- | ---------- | ------ | ------ |
| 1991                    | Norild                  | 3D                      | 22         | 33         | CN              | ?               | ?               | -                  | -                  | -                  | -          | -          | -          | 22+    | 33+    |
| 1992                    | Tromsø                  | ES                      | 16         | 4          | CN              | 6               | 2               | -                  | -                  | -                  | -          | -          | -          | 22     | 6      |
| 1993                    | Tromsø                  | ES                      | 21         | 9          | CN              | 5               | 5               | -                  | -                  | -                  | -          | -          | -          | 26     | 14     |
| 1994                    | Tromsø                  | ES                      | 22         | 13         | CN              | 4               | 8               | -                  | -                  | -                  | -          | -          | -          | 26     | 21     |
| gen.-ott. 1995          | Tromsø                  | ES                      | 16         | 8          | CN              | 3               | 2               | CI                 | 1                  | 0                  | -          | -          | -          | 20     | 10     |
| ott. 1995-gen. 1996     | Birmingham City         | FD                      | 7          | 0          | FA+LC           | 0+1             | 0+1             | -                  | -                  | -                  | -          | -          | -          | 8      | 1      |
| 1996                    | Tromsø                  | ES                      | 22         | 15         | CN              | 8               | 12              |                    | -                  | -                  | -          | -          | -          | 30     | 27     |
| 1997                    | Rosenborg               | ES                      | 25         | 25         | CN              | 5               | 8               | UCL+UCL            | 2+8                | 0+5                | -          | -          | -          | 40     | 38     |
| 1998                    | Rosenborg               | ES                      | 26         | 27         | CN              | 4               | 3               | UCL                | 8                  | 6                  | -          | -          | -          | 38     | 36     |
| gen.-lug. 1999          | Rosenborg               | ES                      | 15         | 15         | CN              | 4               | 4               | UCL                | -                  | -                  | -          | -          | -          | 19     | 19     |
| 1999-2000               | Racing Santander        | PD                      | 25         | 2          | CR              | 4               | 2               | -                  | -                  | -                  | -          | -          | -          | 29     | 4      |
| 2000-2001               | Racing Santander        | PD                      | 18         | 3          | CR              | 0               | 0               | -                  | -                  | -                  | -          | -          | -          | 18     | 3      |
| Totale Racing Santander | Totale Racing Santander | Totale Racing Santander | 43         | 5          |                 | 4               | 2               |                    | -                  | -                  |            | -          | -          | 47     | 7      |
| ago.-nov. 2001          | Rosenborg               | ES                      | 10         | 6          | CN              | 0               | 0               | UCL                | 7                  | 2                  | -          | -          | -          | 17     | 8      |
| Totale Rosenborg        | Totale Rosenborg        | Totale Rosenborg        | 76         | 73         |                 | 13              | 15              |                    | 25                 | 13                 |            | -          | -          | 114    | 101    |
| nov. 2001-2002          | Austria Vienna          | BL                      | 16         | 11         | CA              | 1               | 2               | -                  | -                  | -                  | -          | -          | -          | 17     | 13     |
| 2002-2003               | Austria Vienna          | BL                      | 25         | 5          | CA              | 4               | 2               | CU                 | 2                  | 0                  | -          | -          | -          | 31     | 7      |
| 2003-2004               | Austria Vienna          | BL                      | 33         | 25         | CA              | 3               | 1               | UCL+CU             | 2+2                | 0+0                | SA         | 1          | 0          | 41     | 26     |
| 2004-2005               | Austria Vienna          | BL                      | 30         | 19         | CA              | 2               | 1               | CU                 | 11                 | 2                  | SA         | 1          | 0          | 44     | 22     |
| 2005-2006               | Austria Vienna          | BL                      | 33         | 9          | CA              | 4               | 1               | CU                 | 3                  | 1                  | -          | -          | -          | 37     | 11     |
| Totale Austria Vienna   | Totale Austria Vienna   | Totale Austria Vienna   | 137        | 69         |                 | 14              | 7               |                    | 20                 | 3                  |            | 2          | 0          | 173    | 79     |
| lug.-dic. 2006          | Tromsø                  | ES                      | 13         | 7          | CN              | 1               | 1               | -                  | -                  | -                  | -          | -          | -          | 14     | 8      |
| 2007                    | Tromsø                  | ES                      | 21         | 8          | CN              | 2               | 3               | -                  | -                  | -                  | -          | -          | -          | 23     | 11     |
| 2008                    | Tromsø                  | ES                      | 22         | 8          | CN              | 3               | 3               | -                  | -                  | -                  | -          | -          | -          | 25     | 11     |
| 2009                    | Tromsø                  | ES                      | 25         | 9          | CN              | 3               | 3               | UEL                | 6                  | 4                  | -          | -          | -          | 34     | 16     |
| 2010                    | Tromsø                  | ES                      | 20         | 8          | CN              | 1               | 1               | -                  | -                  | -                  | -          | -          | -          | 21     | 9      |
| 2011                    | Tromsø                  | ES                      | 25         | 10         | CN              | 2               | 0               | UEL                | 0                  | 0                  | -          | -          | -          | 27     | 10     |
| Totale Tromsø           | Totale Tromsø           | Totale Tromsø           | 223        | 99         |                 | 38              | 40              |                    | 7                  | 4                  |            | -          | -          | 268    | 143    |
| 2014                    | Lyngen/Karnes           | 4D                      | 8+         | 14         | CN              | -               | -               | -                  | -                  | -                  | -          | -          | -          | 8+     | 14     |
| 2015                    | Lyngen/Karnes           | 4D                      | 2+         | 3          | CN              | -               | -               | -                  | -                  | -                  | -          | -          | -          | 2+     | 3      |
| Totale Lyngen/Karnes    | Totale Lyngen/Karnes    | Totale Lyngen/Karnes    | 10+        | 17         |                 | -               | -               |                    | -                  | -                  |            | -          | -          | 10+    | 17     |
| Totale                  | Totale                  | Totale                  | 518+       | 296        |                 | 70              | 65              |                    | 52                 | 20                 |            | 2          | 0          | 642+   | 381    |

### Cronologia presenze e reti in Nazionale
| Cronologia completa delle presenze e delle reti in nazionale ― Norvegia | Cronologia completa delle presenze e delle reti in nazionale ― Norvegia | Cronologia completa delle presenze e delle reti in nazionale ― Norvegia | Cronologia completa delle presenze e delle reti in nazionale ― Norvegia | Cronologia completa delle presenze e delle reti in nazionale ― Norvegia | Cronologia completa delle presenze e delle reti in nazionale ― Norvegia | Cronologia completa delle presenze e delle reti in nazionale ― Norvegia | Cronologia completa delle presenze e delle reti in nazionale ― Norvegia |
| Data                                                                    | Città                                                                   | In casa                                                                 | Risultato                                                               | Ospiti                                                                  | Competizione                                                            | Reti                                                                    | Note                                                                    |
| ----------------------------------------------------------------------- | ----------------------------------------------------------------------- | ----------------------------------------------------------------------- | ----------------------------------------------------------------------- | ----------------------------------------------------------------------- | ----------------------------------------------------------------------- | ----------------------------------------------------------------------- | ----------------------------------------------------------------------- |
| 5-6-1994                                                                | Stoccolma                                                               | Svezia                                                                  | 0 – 2                                                                   | Norvegia                                                                | Amichevole                                                              | -                                                                       |                                                                         |
| 23-6-1994                                                               | New York                                                                | Norvegia                                                                | 0 – 1                                                                   | Italia                                                                  | Mondiali 1994 - 1º turno                                                | -                                                                       |                                                                         |
| 12-10-1994                                                              | Oslo                                                                    | Norvegia                                                                | 1 – 1                                                                   | Paesi Bassi                                                             | Qual. Euro 1996                                                         | -                                                                       |                                                                         |
| 16-11-1994                                                              | Minsk                                                                   | Bielorussia                                                             | 0 – 4                                                                   | Norvegia                                                                | Qual. Euro 1996                                                         | -                                                                       |                                                                         |
| 14-12-1994                                                              | Ta' Qali                                                                | Malta                                                                   | 0 – 1                                                                   | Norvegia                                                                | Qual. Euro 1996                                                         | -                                                                       |                                                                         |
| 6-2-1995                                                                | Larnaca                                                                 | Estonia                                                                 | 7 – 0                                                                   | Norvegia                                                                | Amichevole                                                              | -                                                                       |                                                                         |
| 8-2-1995                                                                | Nicosia                                                                 | Cipro                                                                   | 0 – 2                                                                   | Norvegia                                                                | Amichevole                                                              | -                                                                       |                                                                         |
| 25-1-1997                                                               | Sydney                                                                  | Australia                                                               | 1 – 0                                                                   | Norvegia                                                                | Amichevole                                                              | -                                                                       |                                                                         |
| 10-10-1998                                                              | Lubiana                                                                 | Slovenia                                                                | 1 – 2                                                                   | Norvegia                                                                | Qual. Euro 2000                                                         | -                                                                       |                                                                         |
| 14-10-1998                                                              | Oslo                                                                    | Norvegia                                                                | 2 – 2                                                                   | Albania                                                                 | Qual. Euro 2000                                                         | -                                                                       |                                                                         |
| 1-9-2001                                                                | Chorzów                                                                 | Polonia                                                                 | 3 – 0                                                                   | Norvegia                                                                | Qual. Mondiali 2002                                                     | -                                                                       |                                                                         |
| 27-3-2002                                                               | Tunisi                                                                  | Tunisia                                                                 | 0 – 0                                                                   | Norvegia                                                                | Amichevole                                                              | -                                                                       |                                                                         |
| 14-5-2002                                                               | Oslo                                                                    | Norvegia                                                                | 3 – 0                                                                   | Giappone                                                                | Amichevole                                                              | 1                                                                       |                                                                         |
| 22-5-2002                                                               | Bodø                                                                    | Norvegia                                                                | 1 – 1                                                                   | Islanda                                                                 | Amichevole                                                              | -                                                                       |                                                                         |
| 21-8-2002                                                               | Oslo                                                                    | Norvegia                                                                | 0 – 1                                                                   | Paesi Bassi                                                             | Amichevole                                                              | -                                                                       |                                                                         |
| 12-10-2002                                                              | Bucarest                                                                | Romania                                                                 | 1 – 0                                                                   | Norvegia                                                                | Qual. Euro 2004                                                         | -                                                                       |                                                                         |
| 16-10-2002                                                              | Oslo                                                                    | Norvegia                                                                | 2 – 0                                                                   | Bosnia ed Erzegovina                                                    | Qual. Euro 2004                                                         | -                                                                       |                                                                         |
| 20-11-2002                                                              | Vienna                                                                  | Austria                                                                 | 1 – 0                                                                   | Norvegia                                                                | Amichevole                                                              | -                                                                       |                                                                         |
| 26-1-2003                                                               | Sharjah                                                                 | Emirati Arabi Uniti                                                     | 1 – 1                                                                   | Norvegia                                                                | Amichevole                                                              | -                                                                       |                                                                         |
| 28-1-2003                                                               | Mascate                                                                 | Oman                                                                    | 1 – 2                                                                   | Norvegia                                                                | Amichevole                                                              | 1                                                                       |                                                                         |
| 12-2-2003                                                               | Candia                                                                  | Grecia                                                                  | 1 – 0                                                                   | Norvegia                                                                | Amichevole                                                              | -                                                                       |                                                                         |
| 2-4-2003                                                                | Lussemburgo                                                             | Lussemburgo                                                             | 0 – 2                                                                   | Norvegia                                                                | Qual. Euro 2004                                                         | 1                                                                       |                                                                         |
| 30-4-2003                                                               | Dublino                                                                 | Irlanda                                                                 | 1 – 0                                                                   | Norvegia                                                                | Amichevole                                                              | -                                                                       |                                                                         |
| 11-10-2003                                                              | Oslo                                                                    | Norvegia                                                                | 1 – 0                                                                   | Lussemburgo                                                             | Qual. Euro 2004                                                         | -                                                                       |                                                                         |
| 18-2-2004                                                               | Belfast                                                                 | Irlanda del Nord                                                        | 1 – 4                                                                   | Norvegia                                                                | Amichevole                                                              | -                                                                       |                                                                         |
| 31-3-2004                                                               | Belgrado                                                                | Serbia e Montenegro                                                     | 0 – 1                                                                   | Norvegia                                                                | Amichevole                                                              | -                                                                       |                                                                         |
| 28-4-2004                                                               | Oslo                                                                    | Norvegia                                                                | 3 – 2                                                                   | Russia                                                                  | Amichevole                                                              | 1                                                                       |                                                                         |
| 18-8-2004                                                               | Oslo                                                                    | Norvegia                                                                | 2 – 2                                                                   | Belgio                                                                  | Amichevole                                                              | -                                                                       |                                                                         |
| 4-9-2004                                                                | Palermo                                                                 | Italia                                                                  | 2 – 1                                                                   | Norvegia                                                                | Qual. Mondiali 2006                                                     | -                                                                       |                                                                         |
| 8-9-2004                                                                | Oslo                                                                    | Norvegia                                                                | 1 – 1                                                                   | Bielorussia                                                             | Qual. Mondiali 2006                                                     | -                                                                       |                                                                         |
| 13-10-2004                                                              | Oslo                                                                    | Norvegia                                                                | 3 – 0                                                                   | Slovenia                                                                | Qual. Mondiali 2006                                                     | -                                                                       |                                                                         |
| 9-2-2005                                                                | Ta' Qali                                                                | Malta                                                                   | 0 – 3                                                                   | Norvegia                                                                | Amichevole                                                              | 2                                                                       |                                                                         |
| 30-3-2005                                                               | Chișinău                                                                | Moldavia                                                                | 0 – 0                                                                   | Norvegia                                                                | Qual. Mondiali 2006                                                     | -                                                                       |                                                                         |
| 8-10-2005                                                               | Oslo                                                                    | Norvegia                                                                | 1 – 0                                                                   | Moldavia                                                                | Qual. Mondiali 2006                                                     | 1                                                                       |                                                                         |
| 12-10-2005                                                              | Minsk                                                                   | Bielorussia                                                             | 0 – 1                                                                   | Norvegia                                                                | Qual. Mondiali 2006                                                     | -                                                                       |                                                                         |
| 17-10-2007                                                              | Sarajevo                                                                | Bosnia ed Erzegovina                                                    | 0 – 2                                                                   | Norvegia                                                                | Qual. Euro 2008                                                         | -                                                                       |                                                                         |
| 17-11-2007                                                              | Oslo                                                                    | Norvegia                                                                | 1 – 2                                                                   | Turchia                                                                 | Qual. Euro 2008                                                         | -                                                                       |                                                                         |
| 21-11-2007                                                              | Ta' Qali                                                                | Malta                                                                   | 1 – 4                                                                   | Norvegia                                                                | Qual. Euro 2008                                                         | -                                                                       |                                                                         |
| Totale                                                                  |                                                                         | Presenze                                                                | 38                                                                      |                                                                         | Reti                                                                    | 7                                                                       |                                                                         |

## Palmarès

### Club
- Coppa di Norvegia: 1

Tromsø: 1996
- Campionato norvegese: 3

Rosenborg: 1997, 1998, 2001
- Coppa d'Austria: 3

Austria Vienna: 2002-2003, 2004-2005, 2005-2006
- Campionato austriaco: 2

Austria Vienna: 2002-2003, 2005-2006
- Supercoppa d'Austria: 2

Austria Vienna: 2003, 2004

### Individuale
- Capocannoniere del campionato norvegese: 2

1997 (25 gol), 1998 (27 gol)
- Attaccante dell'anno del campionato norvegese: 1

1998
- Gullklokka

2004